# 华西蔷薇
华西蔷薇（学名：Rosa moyesii）为蔷薇科蔷薇属下的一个种。

## 扩展阅读
- 維基物種上的相關：华西蔷薇